# Daniel González Calvo
Daniel Felipe González Calvo (Quilpué, Chile, 30 de enero de 1984) es un exfutbolista chileno que jugaba de volante de creación.

## Carrera
Comenzó su carrera jugando para las divisiones inferiores de Everton, en donde el 2004 salta al primer equipo y debuta el mismo año en un partido contra Palestino.
En el Clausura 2006 es transferido a O'Higgins, junto con Nicolás Diez. En este club se destacó por su pegada y su eficacia en los lanzamientos libres.
A inicios del 2008 fue vendido a Colo-Colo. El día 25 de enero en el inicio del torneo de apertura convierte su primer gol con la camiseta alba ante Provincial Osorno.
En junio de 2008 es enviado a préstamo a Cobreloa. Tras un exitoso paso por el equipo de Calama, retorna a Colo-Colo, equipo que para la temporada 2009 lo envía en calidad de préstamo a Náutico de la Primera División de Brasil. En este último club no pudo convertirse en titular indiscutido, debiendo retornar a Colo-Colo, quien lo envía nuevamente a préstamo a O'Higgins de Rancagua. En el 2010 jugó nuevamente por Everton, para en el segundo semestre, retornar a Cobreloa. A fines de junio de ese año, por problemas familiares, decide dejar Calama y llegar a préstamo por un año a Audax Italiano, siendo Colo Colo todavía el dueño de su pase. En Audax permanece hasta que Huachipato contrata sus servicios para la temporada 2012. En este año se consagra campeón del torneo Clausura 2012 ante Unión Española. Durante aquella final, marcó 2 de los 3 goles con los que el cuadro siderúrgico logró los penales y el posterior título .En el año 2014 ficha en Deportes Antofagasta y en agosto del mismo año protagoniza un acto de indisciplina en el elenco puma lo que provocó la molestia del entrenador del club Jaime Vera.
Tras ser despedido de Deportes Antofagasta, entrenó en Everton sin ser parte del plantel oficial, posteriormente firmó un contrato con Barnechea, al terminar su contrato con los "huaicocheros", sopresivamente ficha en Trasandino de Los Andes.

## Selección nacional
Jugó tres amistosos contra Cuba, en mayo de 2007 y contra Haití, anotando un gol.

### Partidos internacionales
| 1     | 9 de mayo de 2007  | Estadio Municipal Rubén Marcos Peralta, Osorno, Chile | Chile      | 3-0 | Cuba  |         |  | Nelson Acosta | Amistoso |
| 2     | 16 de mayo de 2007 | Estadio Germán Becker, Temuco, Chile                  | Chile      | 2-0 | Cuba  | Anotado |  | Nelson Acosta | Amistoso |
| 3     | 5 de junio de 2007 | Estadio Sylvio Cator, Kingston, Haití                 | Haití      | 0-0 | Chile |         |  | Nelson Acosta | Amistoso |
| Total | Total              | Total                                                 | Presencias | 3   | Goles | 1       |  |               |          |

| Selección chilena | Selección chilena | Selección chilena |
| Año               | Partidos          | Goles             |
| ----------------- | ----------------- | ----------------- |
| 2007              | 3                 | 1                 |
| Total             | 3                 | 1                 |

## Clubes
| Club                    | País   | Año       |
| ----------------------- | ------ | --------- |
| Everton                 | Chile  | 2004-2006 |
| O'Higgins               | Chile  | 2006-2007 |
| Colo Colo               | Chile  | 2008      |
| Cobreloa                | Chile  | 2008      |
| Náutico                 | Brasil | 2009      |
| O'Higgins               | Chile  | 2009      |
| Everton                 | Chile  | 2010      |
| Cobreloa                | Chile  | 2010-2011 |
| Audax Italiano          | Chile  | 2011-2012 |
| Huachipato              | Chile  | 2012-2013 |
| Deportes Antofagasta    | Chile  | 2014      |
| Barnechea               | Chile  | 2015      |
| Trasandino de Los Andes | Chile  | 2016      |
| San Antonio Unido       | Chile  | 2017      |

## Palmarés

### Campeonatos nacionales
| Título           | Club       | País  | Año    |
| ---------------- | ---------- | ----- | ------ |
| Primera División | Huachipato | Chile | 2012-C |

| Predecesor: Felipe Salinas | Capitán de Cobreloa 2011 | Sucesor: Nicolás Peric |